# Nikita Ljamin
Nikita Andreevič Ljamin (in russo Никита Андреевич Лямин?; 14 ottobre 1985) è un giocatore di beach volley russo.

## Palmarès

### Mondiali
- 1 medaglia:
  - 1 bronzo (Vienna 2017)